# Neutscher Höhe
Die Neutscher Höhe ist ein Gebirgspass des Odenwaldes zwischen Neutsch und Ober-Beerbach im hessischen Landkreis Darmstadt-Dieburg. Zwischen beiden Ortschaften bezeichnet sie einen Straßenübergang auf dem in Nord-Süd-Richtung laufenden Höhenzug, dem die historische Hutzelstraße folgt. Die Passhöhe wird mit 400 m angegeben.

## Geographie

### Lage
Die Neutscher Höhe liegt im Geo-Naturpark Bergstraße-Odenwald auf der Grenze der Gemarkungen Neutsch der Gemeinde Modautal im Osten und Ober-Beerbach der Gemeinde Seeheim-Jugenheim im Westen. Südlich des unbewaldeten Gebirgspasses steigt der Höhenzug weiter an. Entlang der Hutzelstraße erreicht der Hundsrück im Nordnordosten 367,8 m Höhe, der Pechkopf im Süden 371,2 m und der Segetskopf im Südosten 376,7 m. Etwa 1,8 km südsüdöstlich des Passes gipfelt der Höhenzug auf der 405 m hohen bewaldeten Allertshofer Tanne. Der Pass verbindet die Täler der Modau im Osten sowie deren Zuflüssen Neutscher Bach im Nordosten und Beerbach im Westen.

### Naturräumliche Zuordnung
Die Neutscher Höhe gehört in der naturräumlichen Haupteinheitengruppe Odenwald, Spessart und Südrhön (Nr. 14), in der Haupteinheit Kristalliner Odenwald Vorderer Odenwald (145) und in der Untereinheit Melibokus-Odenwald (145.0) zum Naturraum Neutscher Rücken (145.07). Nach Westen fällt die Landschaft in den Naturraum Hochstädter Senke (145.02) ab.

## Aussichtsmöglichkeit
Die Neutscher Höhe ist ein Ausflugsziel für Wanderer und Fahrradfahrer. Bei guten Sichtbedingungen ist ein Ausblick auf die Bergstraße und das Hessische Ried möglich. Ebenso ist Hanau sowie die Skyline von Frankfurt am Main zu sehen.

## Verkehr und Wandern
Über die Neutscher Höhe führt die schmale Verbindungsstraße zwischen Neutsch und Ober-Beerbach, die auf dem Pass die Hutzelstraße kreuzt; auf der kleinen Kreuzung steht ein recht großer Wegweiser mit vier Richtungspfeilen und Hinweisen. Über die Neutscher Höhe führt der Europäische Fernwanderweg E1.

## Windpark
Auf der Neutscher Höhe befindet sich ein Windpark mit fünf Windkraftanlagen. Drei Anlagen des Typs Tacke TW 600 wurden im Oktober 1994 durch die Odenwaldwind GmbH in Betrieb genommen. Es handelt sich dabei um den ersten Windpark im süddeutschen Raum. 2011 wurden schließlich zwei weitaus größere und leistungsfähigere Anlagen des Typs REpower MM92 errichtet, wovon eine durch die Energiegenossenschaft Starkenburg eG betrieben wird.

## Galerie

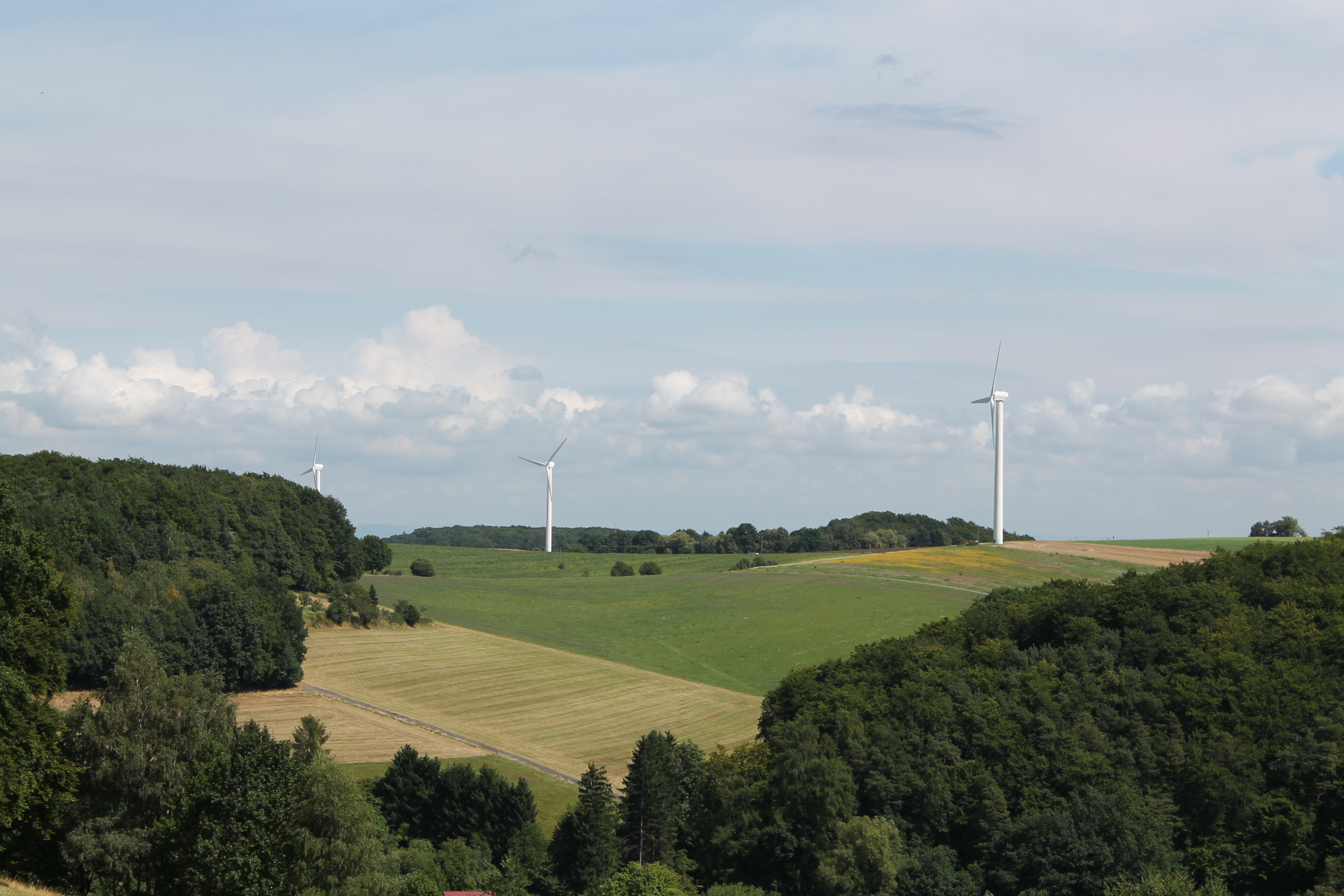
Blick von Steigerts nordnordostwärts zur Neutscher Höhe mit Windrädern
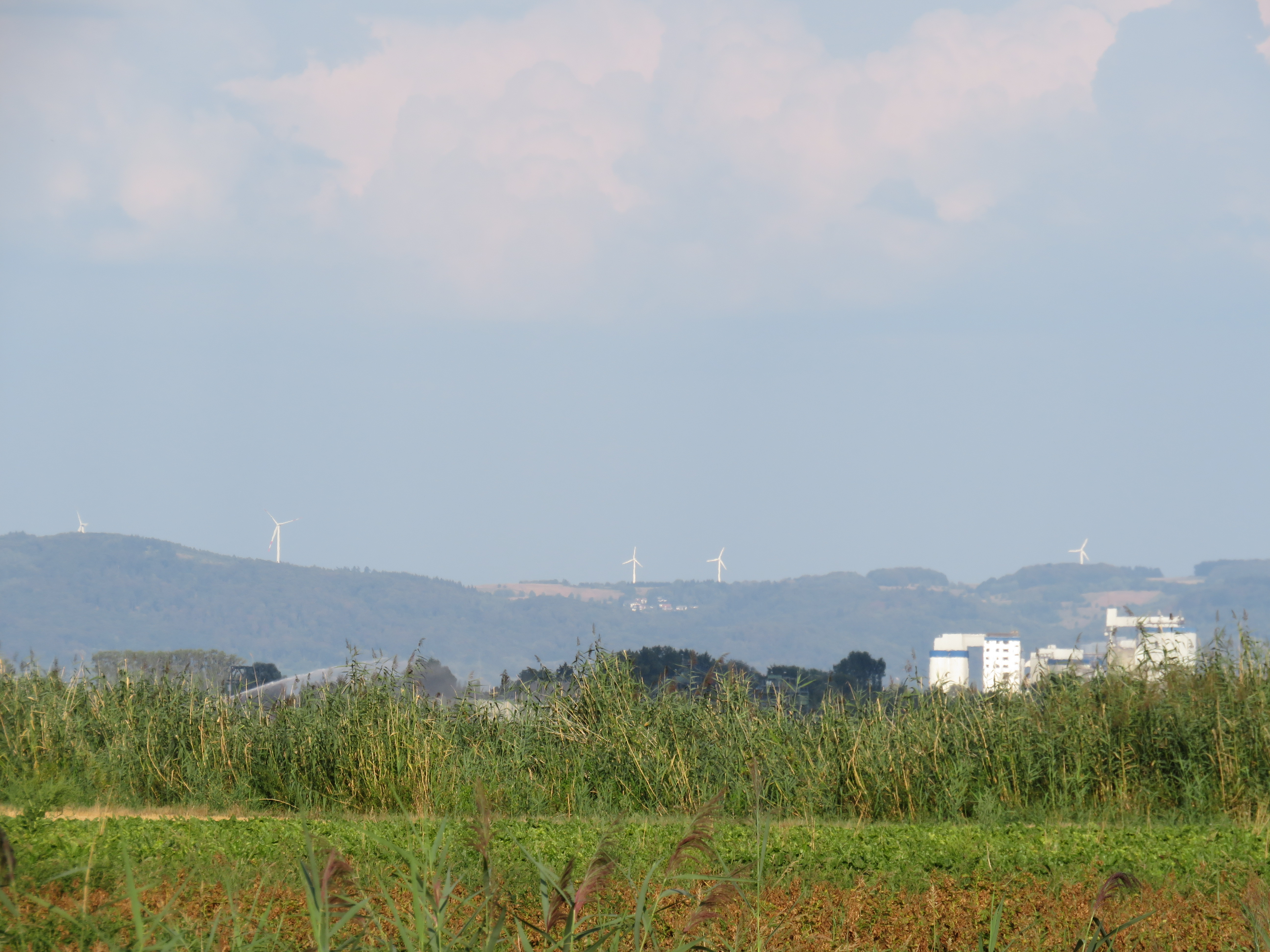
Blick von der Rheinebene bei Eich auf den Windpark
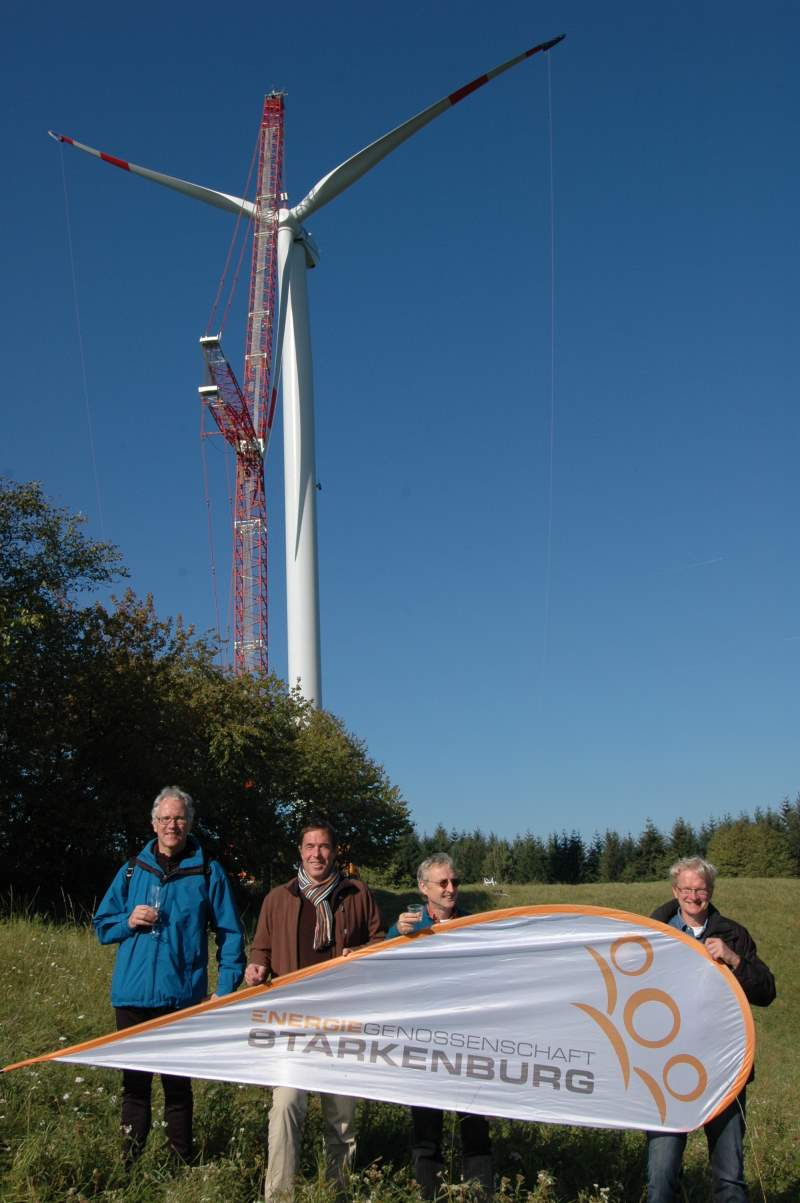
Windrad im Bau
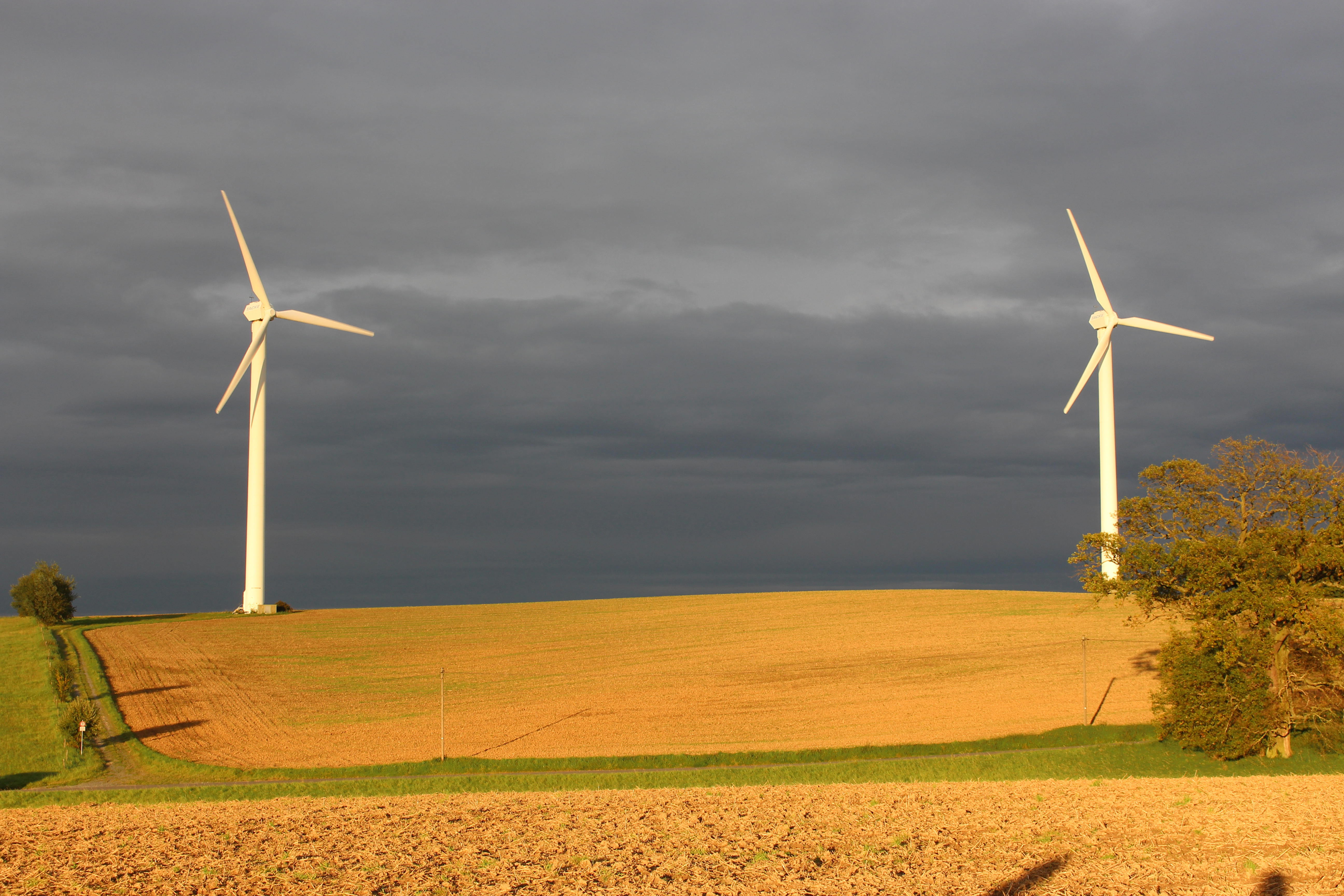
Zwei Windkraftanlagen nahe der Neutscher Höhe, Blick von Osten